# 2NE1 1st Mini Album
2NE1 1st Mini Album – pierwszy minialbum południowokoreańskiej grupy 2NE1, wydany 8 lipca 2009 roku przez YG Entertainment. Był promowany przez singel I Don’t Care. Minialbum sprzedał się w liczbie ok. 141 tysięcy egzemplarzy.

## Lista utworów
| CD | CD                                         | CD                         | CD      |
| Nr | Tytuł utworu                               | Produkcja                  | Długość |
| -- | ------------------------------------------ | -------------------------- | ------- |
| 1. | „Fire”                                     | Teddy Park                 | 3:43    |
| 2. | „I Don't Care”                             | Teddy Park, Kush           | 3:59    |
| 3. | „In the Club”                              | Teddy Park, Kush           | 3:45    |
| 4. | „Let's Go Party”                           | Teddy Park, Kush, Masta Wu | 3:48    |
| 5. | „Pretty Boy”                               | Teddy Park, Kush           | 3:25    |
| 6. | „Stay Together”                            | Teddy Park, Kush           | 3:44    |
| 7. | „Lollipop” (Big Bang & 2NE1) (Bonus track) | Teddy Park                 | 3:05    |